# Conjuring 4: Das letzte Kapitel
Conjuring 4: Das letzte Kapitel (Originaltitel: The Conjuring: Last Rites) ist ein angekündigter US-amerikanischer Horrorfilm, der am 4. September 2025 in die deutschen und am darauffolgenden Tag in die US-amerikanischen Kinos kommen soll. Es handelt sich um eine Fortsetzung zu Conjuring 3: Im Bann des Teufels aus dem Jahr 2021 und um den insgesamt zehnten Spielfilm innerhalb des Conjuring-Universums. Die Hauptrollen der Dämonologen Ed und Lorraine Warren übernahmen erneut Patrick Wilson und Vera Farmiga.

## Handlung
Im Jahr 1986 untersuchen die paranormalen Ermittler Ed und Lorraine Warren den Fall der Smurl-Familie, die über ein Jahrzehnt lang von einem Dämon heimgesucht wurde.

## Produktion
Trotz durchwachsener Kritiken konnte Conjuring 3: Im Bann des Teufels bei einem Budget von 39 Millionen US-Dollar weltweit über 200 Millionen US-Dollar durch Kinovorführungen einspielen und wurde so zu einem finanziellen Erfolg für Warner Bros. Daraufhin wurde im Oktober 2022 die Produktion einer Fortsetzung angekündigt, bei der es sich um den letzten Teil innerhalb der Hauptreihe des Conjuring-Universums handelt. Die Regie übernahm abermals Franchise-Veteran Michael Chaves, während auch die langjährigen Produzenten James Wan und Peter Safran zurückkehrten. Das Drehbuch wurde erneut von David Leslie Johnson-McGoldrick geschrieben und später von Ian Goldberg und Richard Naing überarbeitet.
In den Hauptrollen sind Patrick Wilson und Vera Farmiga abermals als paranormale Ermittler Ed und Lorraine Warren zu sehen. Mia Tomlinson übernahm die Rolle ihrer gemeinsamen Tochter Judy, die in Vorgängerfilmen noch von Sterling Jerins und Mckenna Grace verkörpert wurde, während Ben Hardy als deren Freund Tony Spera zu sehen ist. Daneben kehrten auch Steve Coulter und Shannon Cook in ihre Rollen als Pater Gordon und Drew Thomas aus den Vorgängerfilmen zurück. Als Neuzugänge schlossen sich Rebecca Calder, Elliot Cowan, Kíla Lord Cassidy, Beau Gadsdon und John Brotherton der Besetzung an.
Die Dreharbeiten mit Kameramann Eli Born erfolgten von Anfang Oktober bis Ende November 2024 in Atlanta. Die Filmmusik komponierte der Brite Benjamin Wallfisch, der zuvor in gleicher Funktion bereits bei Annabelle 2 tätig war.
Auf der CinemaCon im April 2023 wurde der offizielle Originaltitel The Conjuring: Last Rites enthüllt. Ein Trailer wurde am 8. Mai 2025 veröffentlicht. Der Film soll am 4. September 2025 unter dem Titel Conjuring 4: Das letzte Kapitel in die deutschen und am darauffolgenden Tag in die US-amerikanischen Kinos kommen.